# Meeltor

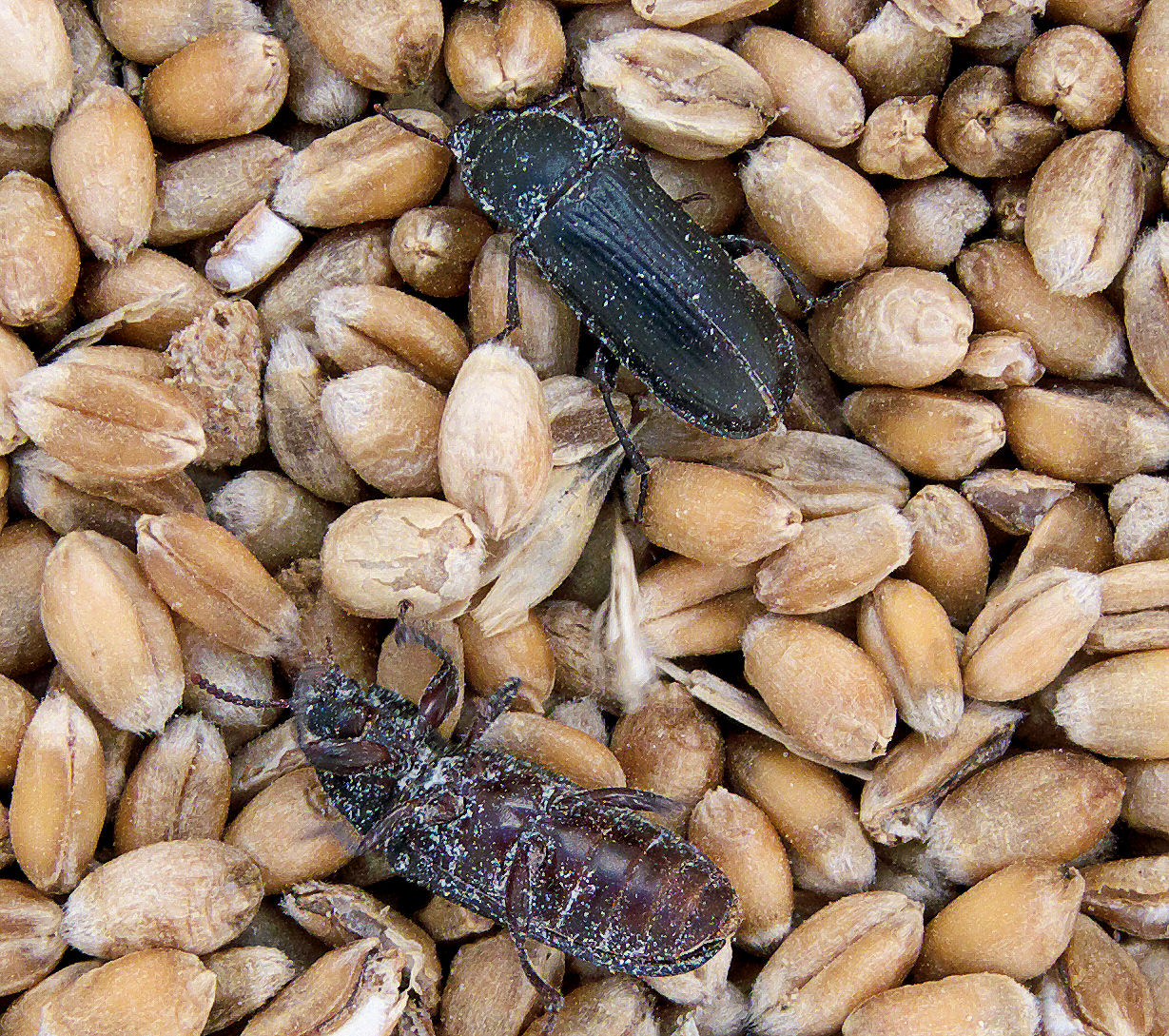
Meeltorren in tarwe

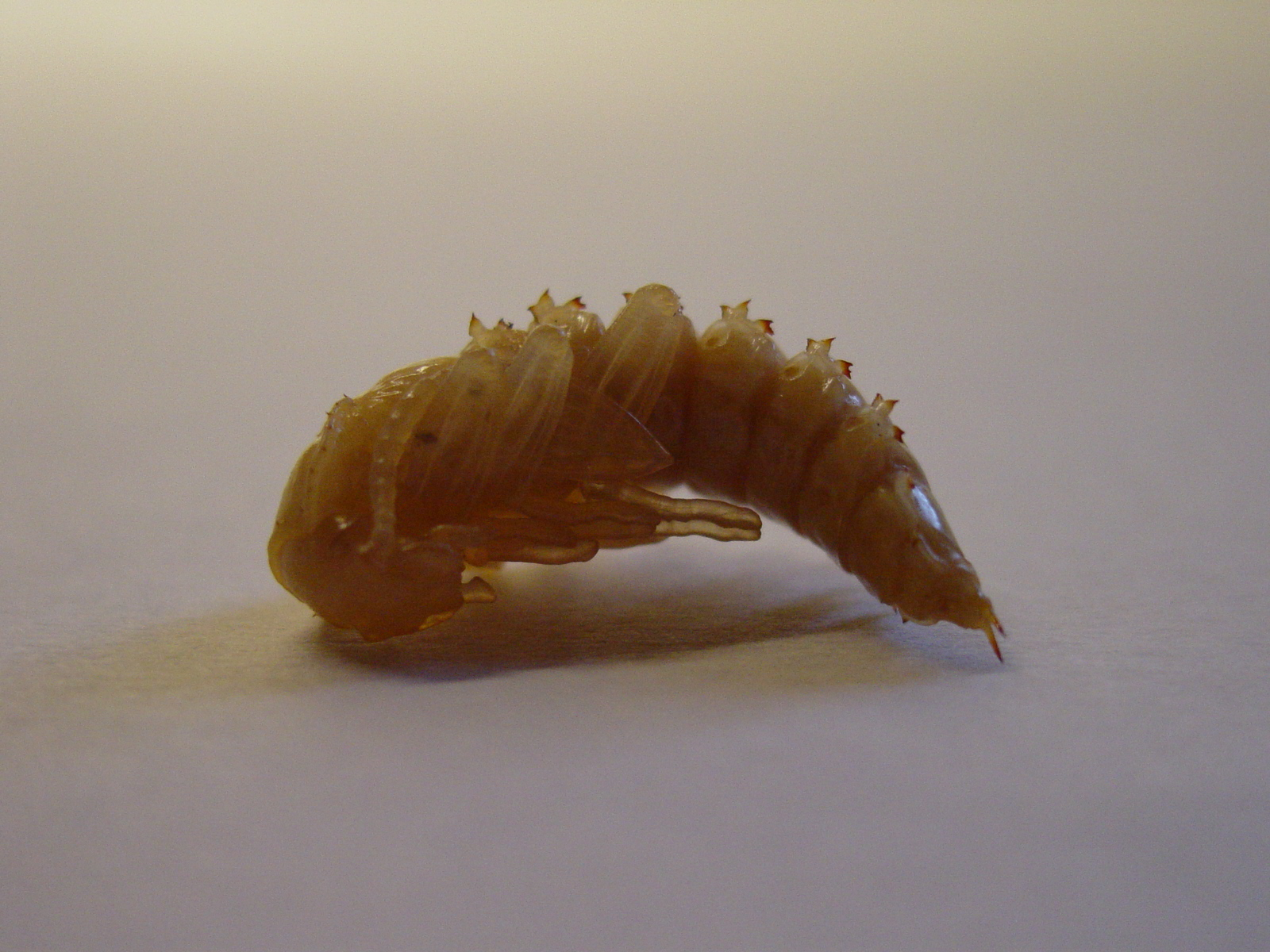
Een meeltorpop, het derde stadium in de ontwikkeling van de meeltor

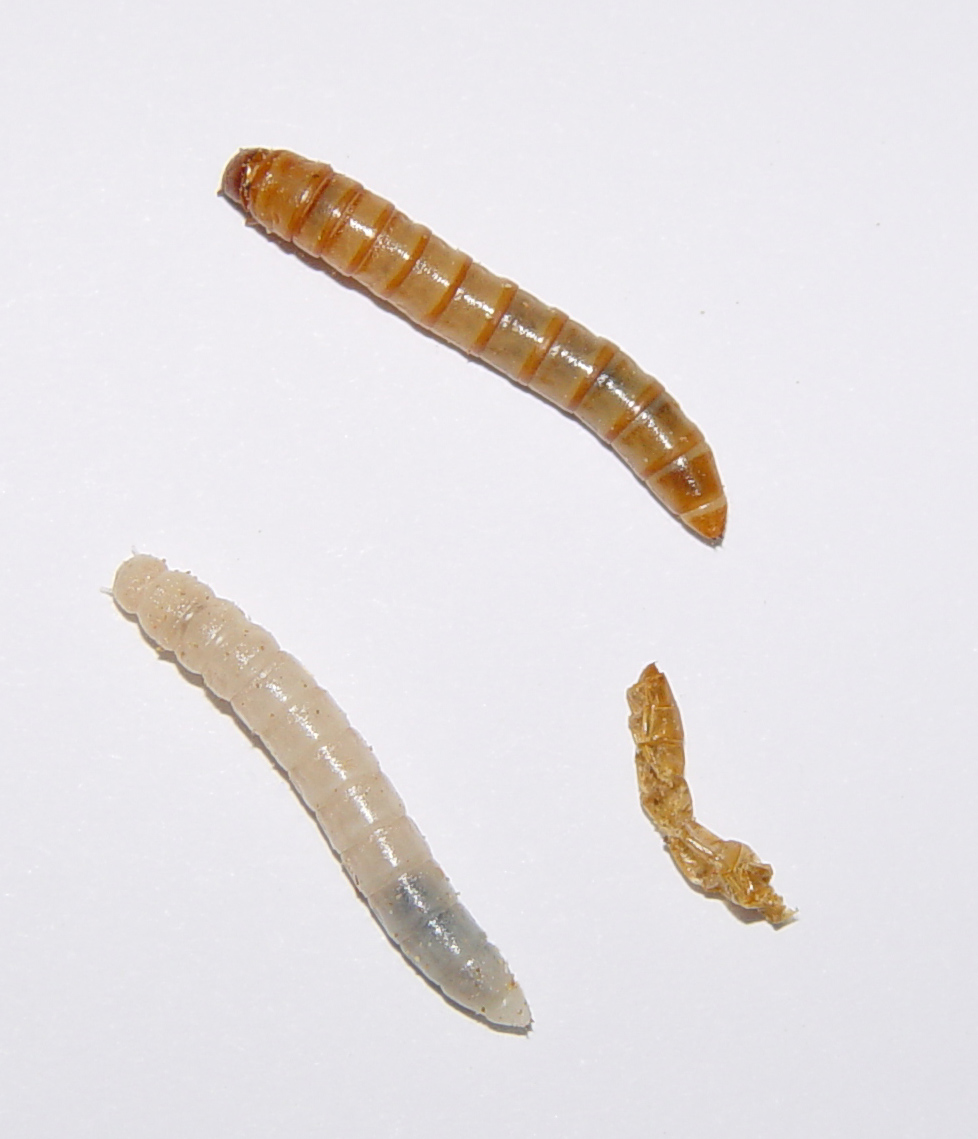
Vlak na de vervelling is de worm nog week en wit; het darmstelsel (zwarte achterzijde) is goed te zien.

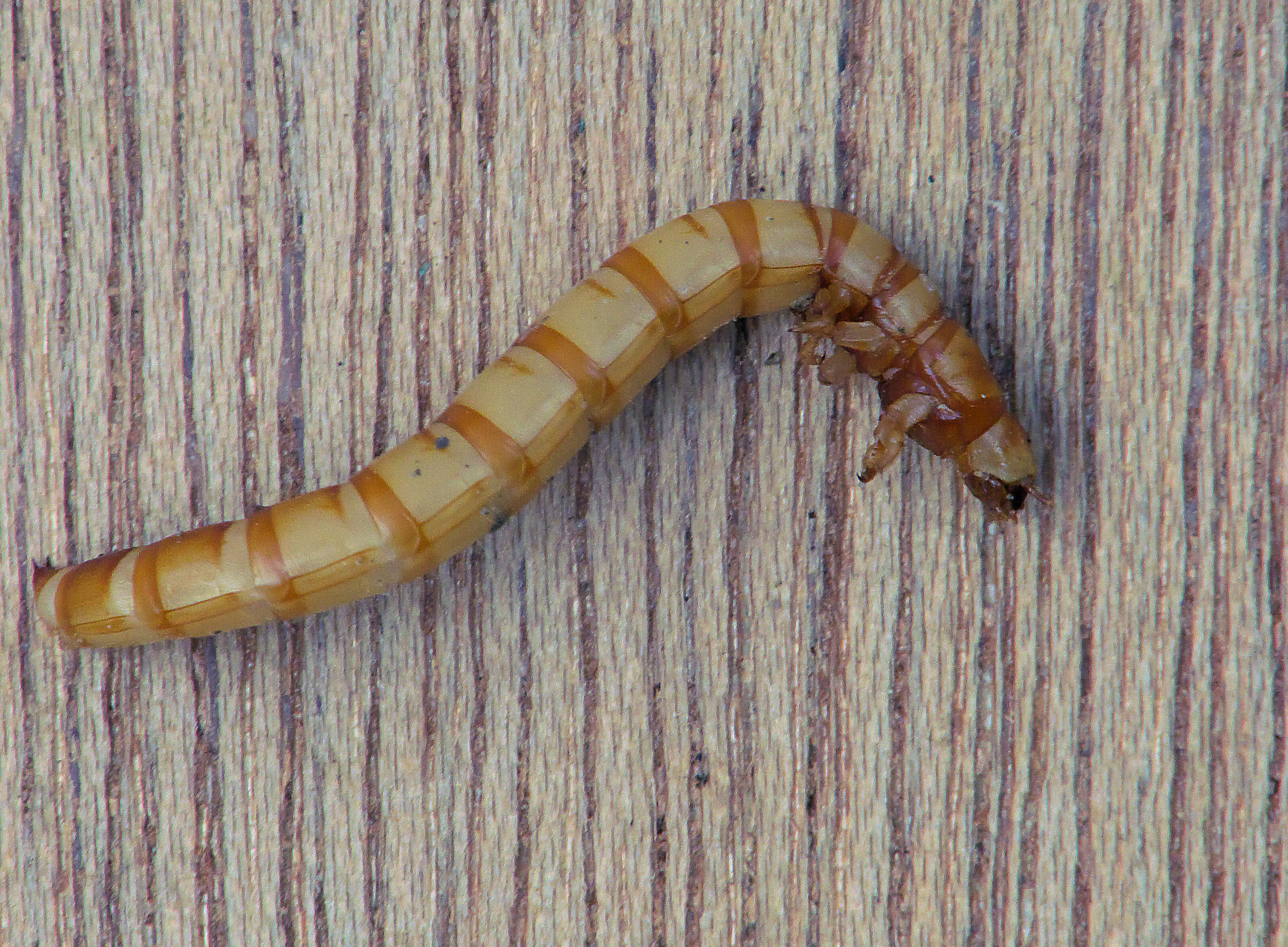
Meelworm

De meeltor (Tenebrio molitor) is een kever uit de familie van de zwartlijven (Tenebrionidae). De kever zelf is niet zo bekend. De larve (meelworm) is veel bekender en is zowel een plaaginsect als een belangrijke bron van voedsel voor vogels en reptielen; vooral in gevangenschap gehouden dieren zijn ervan afhankelijk. Alleen de larve wordt op grote schaal als voedseldier verkocht; de kever is daarvoor ongeschikt. Overigens zijn meelwormen voor de meeste terrariumdieren niet zo erg geschikt als voedsel, omdat ze te vet zijn en weinig essentiële voedingsstoffen bevatten.
De meelworm leeft in de natuur van vermolmd hout, maar ook van onder andere tarwemeel en kan een plaag zijn voor graan- en meelverwerkende bedrijven. De meelworm wordt wel gevoerd aan in gevangenschap gehouden geleedpotigen als vogelspinnen, schorpioenen en bidsprinkhanen. Ook aan insectenetende vogels, verschillende reptielen en sommige vissen kan de meelworm worden aangeboden. Lang niet alle soorten reptielen en vissen verdragen echter de relatief harde bepantsering, en vanwege de lage voedingswaarde is de meelworm alleen geschikt als bijvoedsel. De meelwormen worden in verschillende lengtes verkocht; enkele standaardmaten zijn;
- klein: 1 cm lang, 1 mm dik;
- middel: 2 cm lang, 3 mm dik;
- volgroeid: 4-5 cm lang, 4 mm dik.

De meelworm lijkt sprekend op een verkleinde versie van de morioworm (Zophobas morio), eveneens een larve van een kever uit de familie zwartlijven. De morioworm staat ook wel bekend als reuzenmeelworm, omdat hij twee keer zo lang en dik wordt voor de verpopping plaatsvindt. De meeltor lijkt eveneens op de buffalokever qua vorm en gedrag, maar wordt iets groter en langer.

## Verspreiding
De meeltor komt tegenwoordig over de hele wereld voor, en de mens heeft daar een grote rol bij gespeeld. Ze leven vooral op donkere en koele plekken, vaak in voedselvoorraden zoals graan, die ze dan bevuilen. De kever kan ook voorkomen in huis en zo grote voorraden voedsel bederven, vooral als larve (meelworm). Op meelwormen komen ook veel vogelsoorten af, want die lusten graag insectenlarven.

## Levenscyclus
De meeltor heeft zoals alle kevers vier stadia: het ei, de larve, de pop en de kever. Het larvestadium is weer onderverdeeld in verschillende stapjes, bij iedere vervelling wordt de larve groter. Alleen de volwassen kevers kunnen zich voortplanten.

### Het ei
De vrouwelijke meeltor kan 150-200 eitjes leggen in enkele maanden tijd, vaak onder objecten maar de eitjes worden niet begraven. De eitjes zijn spierwit en goed zichtbaar, maar ook zeer kleverig, waardoor er materiaal uit de directe omgeving aan blijft plakken. Hierdoor krijgen de eitjes toch een zeer goede camouflage. De eitjes zijn ongeveer 1,5 millimeter lang en komen na een week uit als de dan 2 mm-lange larve verschijnt. Een belangrijke vijand zijn de kevers en de larven zelf, deze eten graag de eigen eitjes. De eitjes moeten daarom apart gehouden worden van de kevers en de larven.

### Meelworm
Dit is het stadium waarin de meelwormen worden verhandeld. Het zijn wormachtige larfjes die groter worden en bij een lengte van ongeveer 4 cm gaan verpoppen en daarna een kever worden.
Meelwormen vervellen meerdere malen tijdens hun groei, want alleen vlak na het vervellen kunnen ze groeien. De meelworm is vlak na een vervelling eerst wit en verkleurt later naar goudbruin. Men moet niet verbaasd kijken als er na een paar dagen een heleboel velletjes liggen; dat zijn de vervelde delen van een meelworm. Het pantser van de meelworm bestaat zoals bij alle insecten uit chitine. Een pas vervelde, witte meelworm heeft echter een nog zachte chitinelaag en is dan het kwetsbaarst. Een voordeel is dat een opgegeten net vervelde meelworm veel makkelijker verteerbaar is dan een al uitgehard exemplaar.

### Pop van de meelworm
De meelpoppen zijn het derde stadium van deze beestjes. Om het overzicht te bewaren kunnen de poppen in een andere bak gelegd worden tot ze zijn verpopt, maar dit is geen noodzaak. Als afdichting van de bak dient gaas aangebracht te worden voor als de meeltorren uitkomen, maar geen voedsel, want voedsel kan alleen maar bederven. Meeltorpoppen komen na ongeveer 2 tot 3 weken uit en dan verschijnen de meeltorren.

### Meeltor
Dit is het volwassen stadium van de meelworm. De net verpopte kever is eerst spierwit, na enkele minuten geelbruin, na een uur roodbruin en na enige dagen pas diepzwart. De meeltor is een 10-18 mm groot, zwart kevertje, heeft harde dekschilden en vliegt zelden. Alleen meeltorren kunnen zich voortplanten en eitjes leggen, na drie à vier maanden sterft de kever. Uit de door het kevertje gelegde eieren komen de goudbruine meelwormen, die zich na een aantal vervellingen verpoppen.

## Opkweek
Meelwormen zijn gemakkelijk zelf te kweken, bijvoorbeeld in een mengsel van meel en brinta. Als men zo snel mogelijk poppen wil verkrijgen, moeten ze in een temperatuur van ongeveer 25°C worden opgekweekt. De temperatuur is dan ideaal voor een optimale stofwisseling; meelwormen houden niet van temperaturen onder de kamertemperatuur. Als de meelwormen juist langere tijd bewaard dienen te worden, kunnen ze het best in de koelkast worden gezet. De stofwisseling gaat dan langzamer, waardoor de meelworm minder snel groeit. Als voedsel zijn vooral zemelen nodig, en er kan nog bloem overheen gestrooid worden. Ook hebben meelwormen vocht nodig. Dit kan aangeboden worden in de vorm van groente of fruit, bijvoorbeeld een appel of een wortel.
Belangrijk bij de opkweek is dat de verschillende stadia liefst uit elkaar gehouden dienen te worden, want anders eten ze elkaar op. Een voldoende ruime behuizing en generatiegenoten van dezelfde grootte zo veel mogelijk bij elkaar houden. Zowel de meeltor als meelworm zijn zeer kannibalistisch, de worm eet liefst eitjes, de tor eet zowel de poppen als de eitjes. Deze eitjes worden niet in een grote groep gelegd, maar in kleine groepjes, ongeveer 150 in totaal. Dat is een nadeel omdat juist de vrouwelijke kevers die eitjes gaan leggen graag vlees eten omdat ze immers proteïnen nodig hebben voor de eiproductie. Omdat de eitjes zeer klein zijn en bovendien met een kleverig laagje bedekt waardoor het substraat eraan blijft kleven is het niet doenlijk ze weg te halen. De verpopte kevers moeten worden weggehaald bij de poppen.

## Gebruik als voedsel voor de mens
In sommige landen wordt de meelworm als delicatesse beschouwd en speciaal voor humane consumptie gekweekt. Gebakken of gefrituurd worden ze verkocht als gezonde snack omwille van hun hoge proteïnegehalte.  
Ook in de westerse wereld neemt de interesse in het gebruik van meelwormen in voeding voor mens en dier toe. In België wordt de soort door het FAVV toegelaten voor het kweken en verhandelen voor humane consumptie. De eerste meelwormenproducten zijn reeds op de markt.

## Kunststoffen
Een experiment met meelwormen toonde in 2015 aan dat de insecten bepaalde kunststoffen kunnen verteren zonder daar zichtbare schade van te ondervinden.